# NGC 3147
NGC 3147 è una galassia a spirale nella costellazione del Dragone.
Si individua in un'area di cielo priva di stelle luminose; può essere osservata già con telescopio da 150mm di apertura, ma apparirà priva di particolari. I bracci sono molto tenui, il nucleo molto luminoso; si tratta di una galassia spirale gigante, di dimensioni anche superiori della galassia di Andromeda. La distanza dalla Via Lattea è stimata sui 130 milioni di anni-luce. Nel 1997 vi apparve una supernova, 1997bq. La presenza di un disco di accrescimento intorno al buco nero supermassivo al suo centro è stata osservata indirettamente dal telescopio spaziale Hubble nel 2019.